# 路易斯·伯恩斯坦·内米尔
路易斯·伯恩斯坦·内米尔（英語：Sir Lewis Bernstein Namier，1888年6月27日—1960年8月19日），波兰犹太裔英国历史学家，著名作品包括《乔治三世登基时期的政治结构》（1929年）、《美国革命时代的英格兰》（1930年）以及他晚年与约翰·布鲁克合作编辑的《议会历史系列》（1940年开始）。知名学生有A·J·P·泰勒。